# Équipe d'Algérie masculine de handball au Championnat d'Afrique 1981
Cet article relate le parcours de l'Équipe d'Algérie de handball masculin lors du Championnat d'Afrique 1981 disputé à Tunis (Tunisie) du 18 juillet au 1er août 1981.

## Effectif
- Abdelatif Bakir GB
- Mourad Boussebt GB
- Mohamed Machou GB
- Abdelkrim Hamiche
- Abdelouafi Moumène
- Yahia Benhamouda
- Azzedine Ouhib
- Mouloud Mokhnache (n°8)
- Abdelkrim Bendjemil
- Djaafar Benhamza
- Abdeslam Benmaghsoula
- Mohamed Abdi
- Omar Azeb
- Mustapha Doballah
- Abdelatif Bergheul

Entraîneur : Mohamed Aziz Derouaz

## Résultats

### Tour préliminaire
Le groupe B est composé des équipes de l'Algérie et de la Côte d'Ivoire, la Libye et la République centrafricaine étant forfait.
- Algérie  24 - 23  Côte d'Ivoire[3]

L'Algérie et la Côte d'Ivoire sont qualifiées pour le second tour.

### Tour principal

#### Groupe A
- Tunisie  37 – 27  Nigeria[3]
- Tunisie  19 – 19  Algérie[3]
- Algérie  25 – 09  Nigeria (mi-temps 12-3)[4]

|   | Équipe  | Pts | J | G | N | P | Bp | Bc | Diff |
| - | ------- | --- | - | - | - | - | -- | -- | ---- |
| 1 | Algérie | 3   | 2 | 1 | 1 | 0 | 44 | 28 | 16   |
| 2 | Tunisie | 3   | 2 | 1 | 1 | 0 | 56 | 46 | 10   |
| 3 | Nigeria | 0   | 2 | 0 | 0 | 2 | 36 | 62 | -26  |

L'Algérie est la première qualifiée pour la finale, la Tunisie en seconde position joue la troisième place et le Nigeria dispute la cinquième place.

### Finale
En finale, l'Algérie s'impose 30 à 25 face à l'Équipe de Côte-d'Ivoire, et remporte son 1er titre de champion d'Afrique.
De plus, elle obtient à cette occasion sa qualification pour le championnat du monde 1982.